# Sjoerd Buisman
Sjoerd Buisman (Gorinchem, 23 maart 1948) is een Nederlandse beeldhouwer en conceptueel kunstenaar.

## Leven en werk
Buisman volgde een opleiding aan de Academie voor beeldende kunsten in Rotterdam (1965-1967) en bij Ateliers '63 in Haarlem.
Vanaf 1974 tot 1984 was Buisman als docent werkzaam; aan de academie in Rotterdam (1974-1981), aan de Koninklijke Academie voor Kunst en Vormgeving in 's-Hertogenbosch (1978-1981) en aan de academie in Arnhem (1982-1984).

### Natuur als inspiratiebron
Buisman volgt in zijn werk de verschijnselen uit de natuur. In zijn beginperiode gebruikte hij vooral materialen uit de natuur zelf, zoals aardappelen, planten en bomen. Hij bestudeerde botanische vergroeiingen bij zijn reizen over de wereld en maakte talloze foto's en tekeningen om deze processen vast te leggen. Hij was actief bezig met Land art. Door de levende materialen in allerlei richtingen te sturen groeiden, letterlijk, zijn kunstwerken.
Begin jaren zeventig maakte hij Plastische gebeurtenissen in de natuur, een serie multimediale werken waarin hij met fotoseries en tekst het groeiproces van planten heeft vastgelegd.
Vanaf begin jaren tachtig maakt Buisman zijn Phyllotaxis-beelden. Phyllotaxis is de studie van bladstanden, waarbij men kijkt hoe bladeren rond een stam of tak zijn gegroepeerd. Buisman gebruikte de spiralende bladstand van bijvoorbeeld een palm en bleekselderij. Hij maakte deze beelden in hout, brons, staal en beton. In 1999 maakte hij het werk Phyllotaxis Irrsee voor het land art-project Mondsee Land Art in Mondsee.
In 2003 kreeg Buisman de A. Roland Holst-Penning toegekend voor zijn gehele oeuvre.

## Werken (selectie)
- 1985 Phyllotaxis, Burgemeester Reinaldapark in Haarlem
- 1987 Phyllotaxis in het Beeldenpark van het Kröller-Müller Museum in Otterlo
- 1988 Vijf bronzen naalden ("Phyllotaxis") bij het Universiteitsweg UMC in Utrecht
- 1989 Phyllotaxis I, Bachlaan/Componistenstraat in Gorinchem
- 1990 zonder titel, Randhoeve in Houten

Phyllotaxis II, Bachlaan/Componistenstraat in Gorinchem
Phyllotaxis, Van Heuven Goedhartlaan (bij SVB) in Amstelveen
- 1991 Phyllotaxis, Gouda, in de Goudse beeldenroute
- 1993 Phyllotaxis, Arnhem, in de beeldentuin Museum Arnhem
- 1995 Crassula, bij station Overvecht in Utrecht
- 1996 Phyllotaxis in het Stadspark in Groningen
- 1997 Phyllotaxis aan de Ambtsmanstuin in Tiel
- 2000 Souvenirs van het Oude Land, Almere Haven[4]
- 2003 Phyllotaxis aan het Spui in Den Haag als onderdeel van de Beeldengalerij P. Struycken
- 2007 Ouroboros Arborum, Amsterdam
- ???? Groeipunt, Geertjesweg in Wageningen
- 2008 Wageningse boom, campus universiteit in Wageningen
- ???? Phyllotaxis, Lekkerkerk

## Fotogalerij

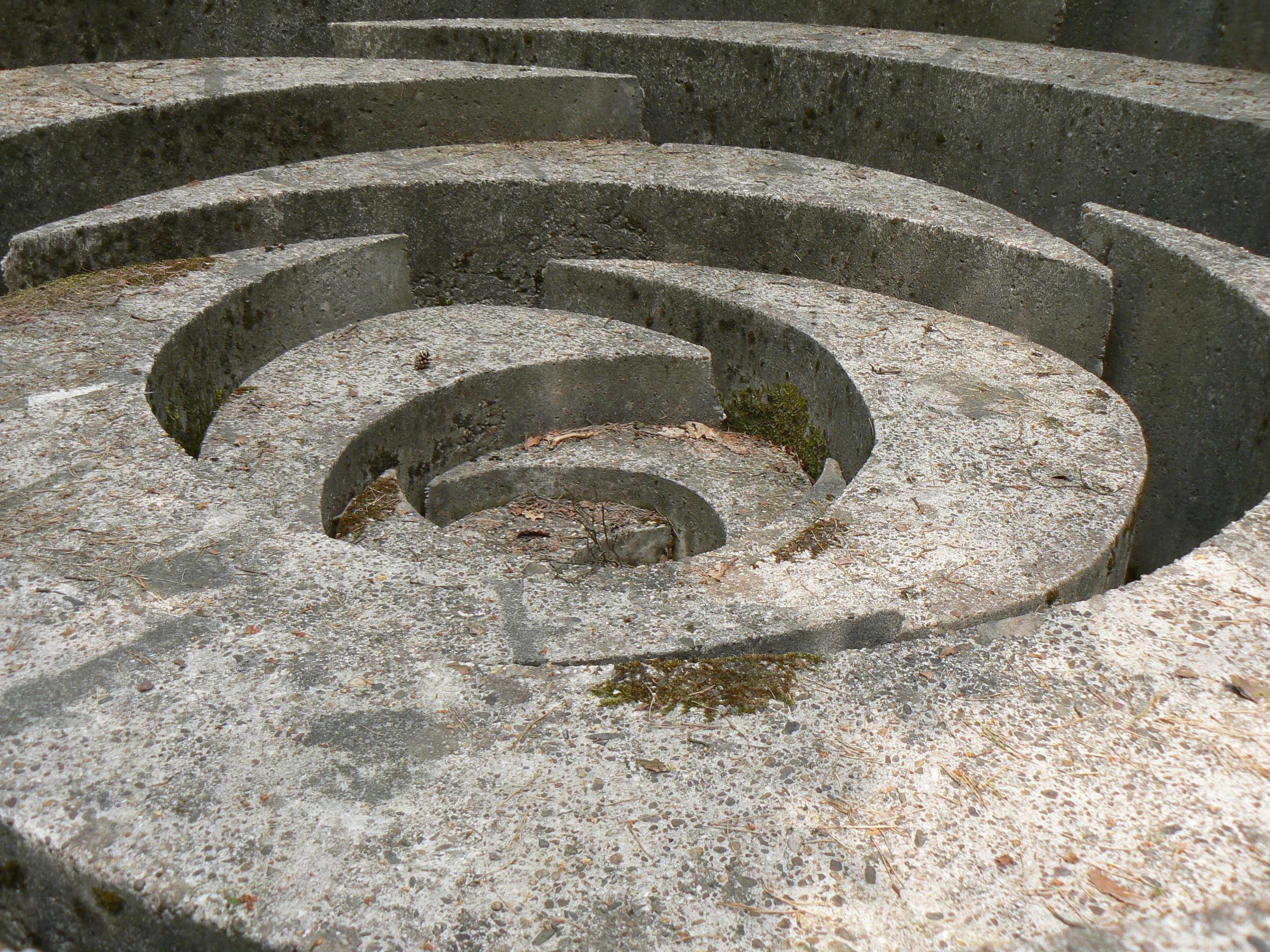
Beeldenpark van het Kröller-Müller Museum, Otterlo
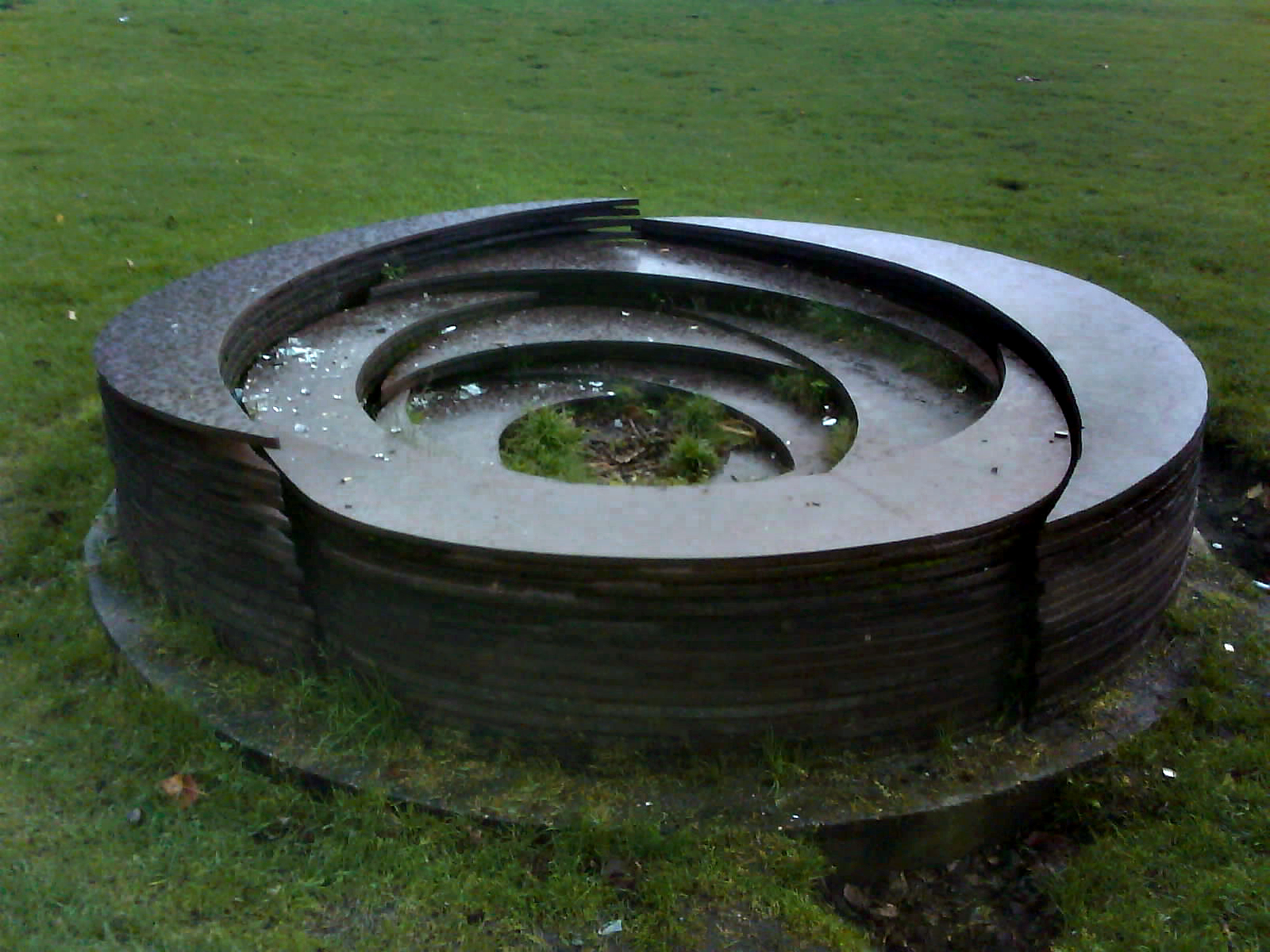
Haarlem
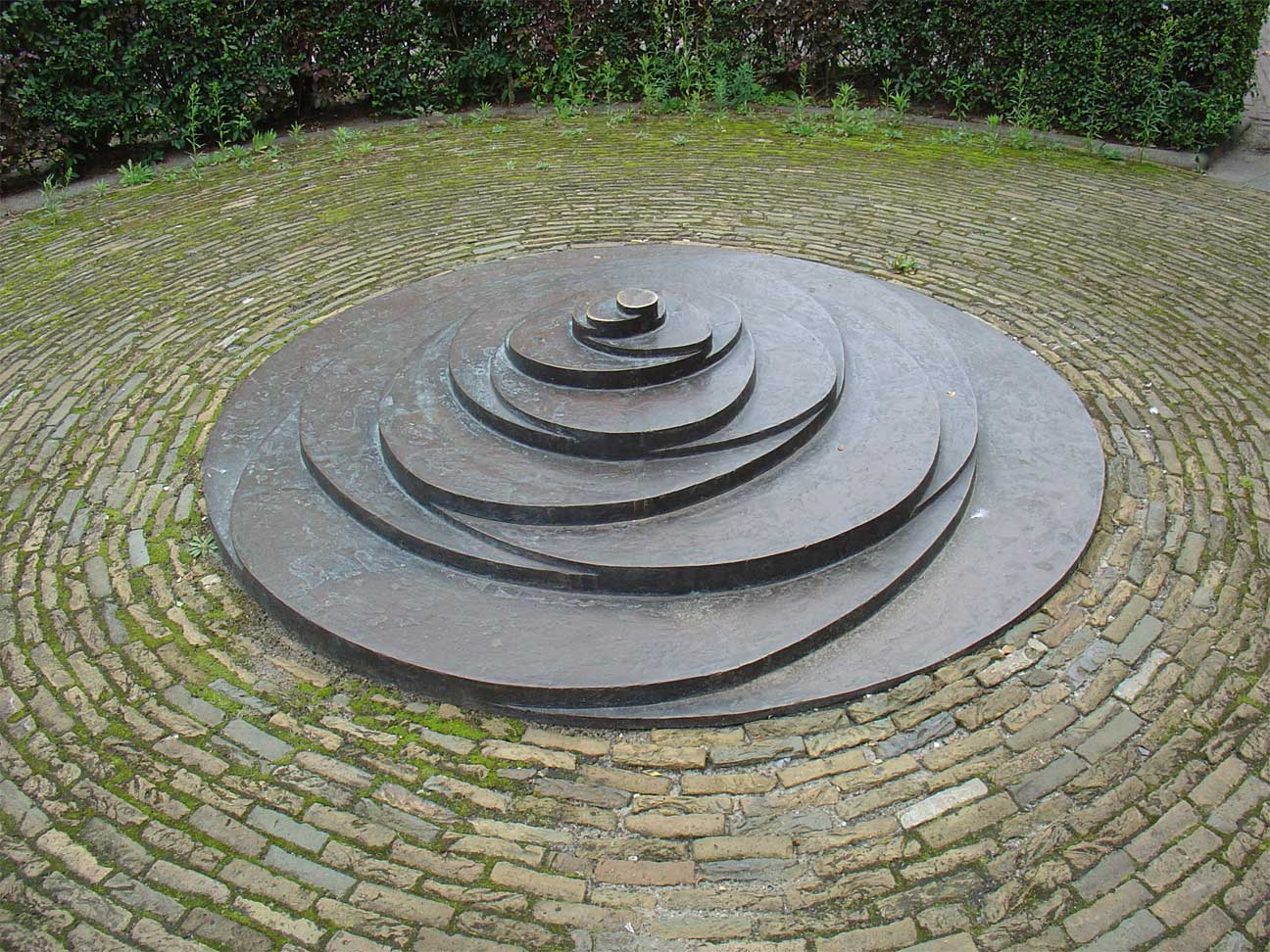
Gouda
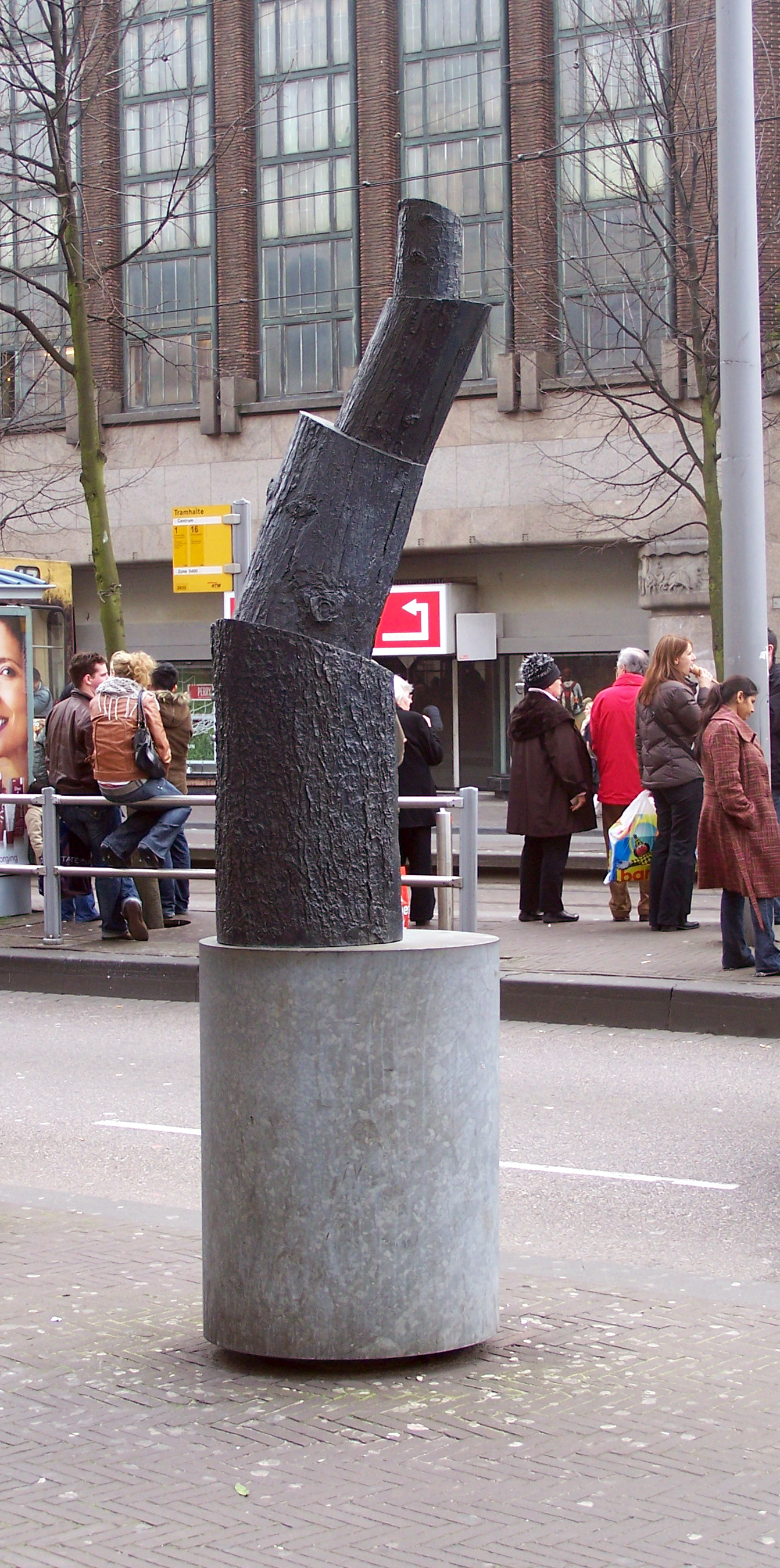
Den Haag
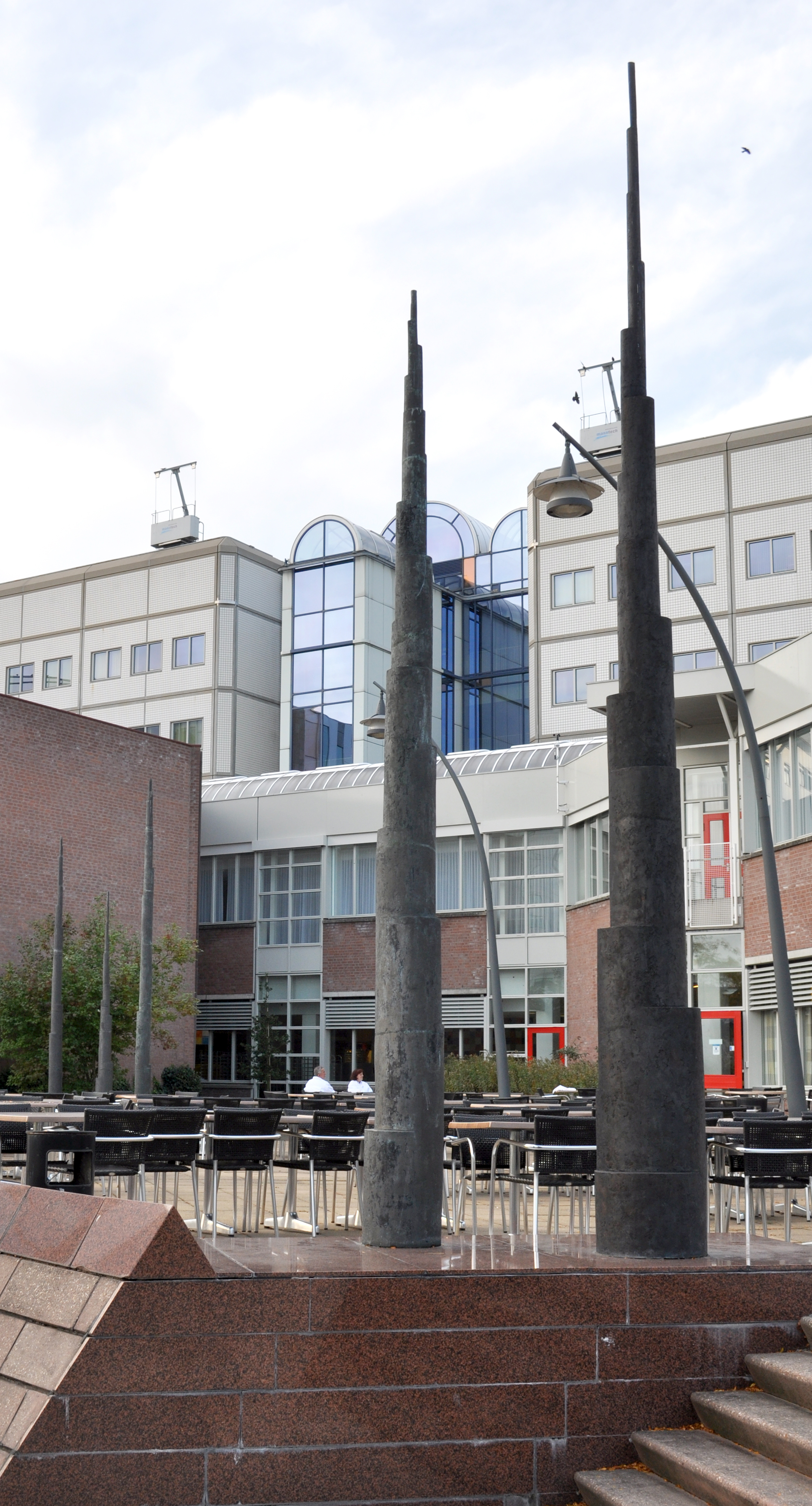
Utrecht
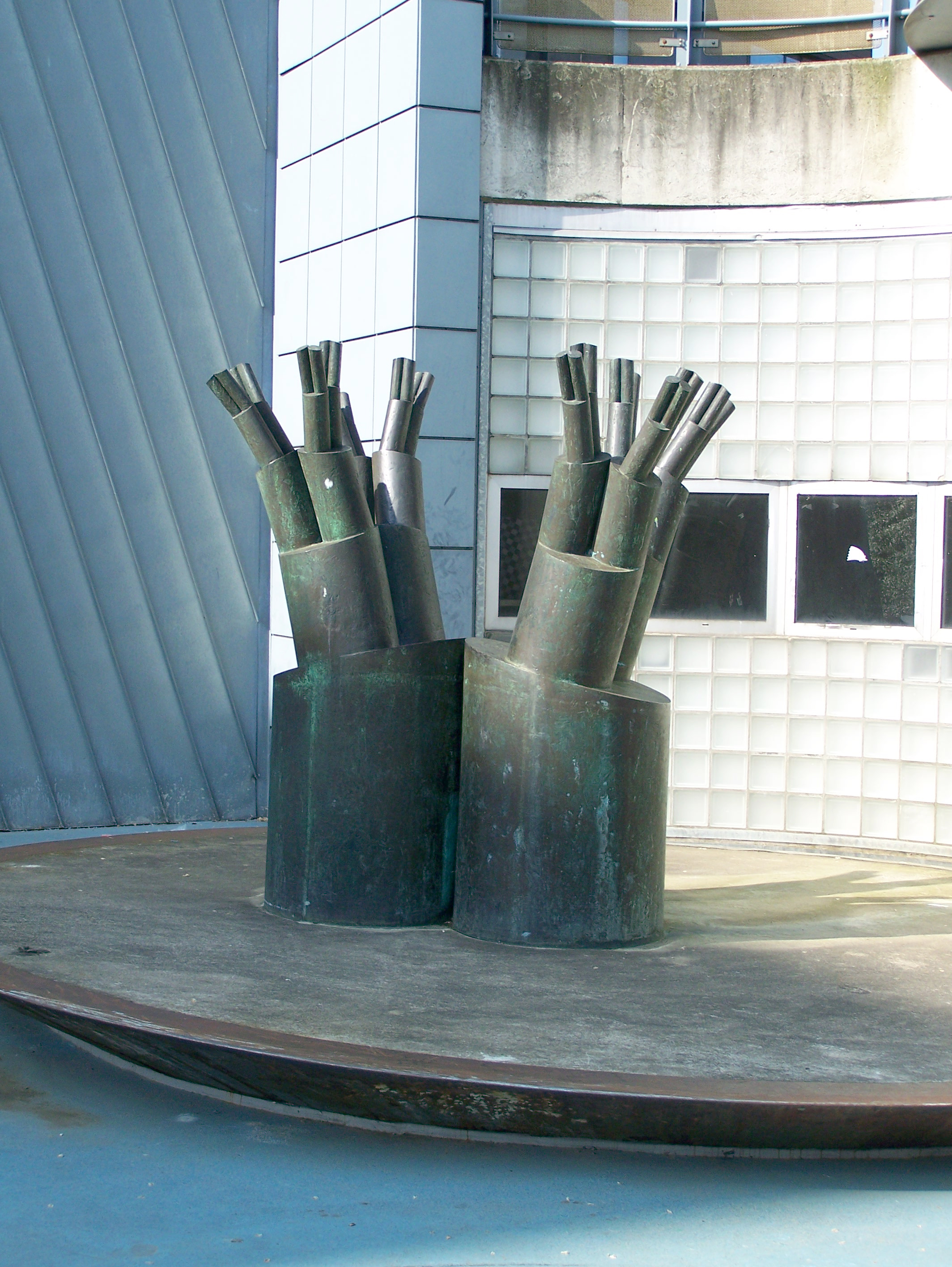
Overvecht Station, Utrecht
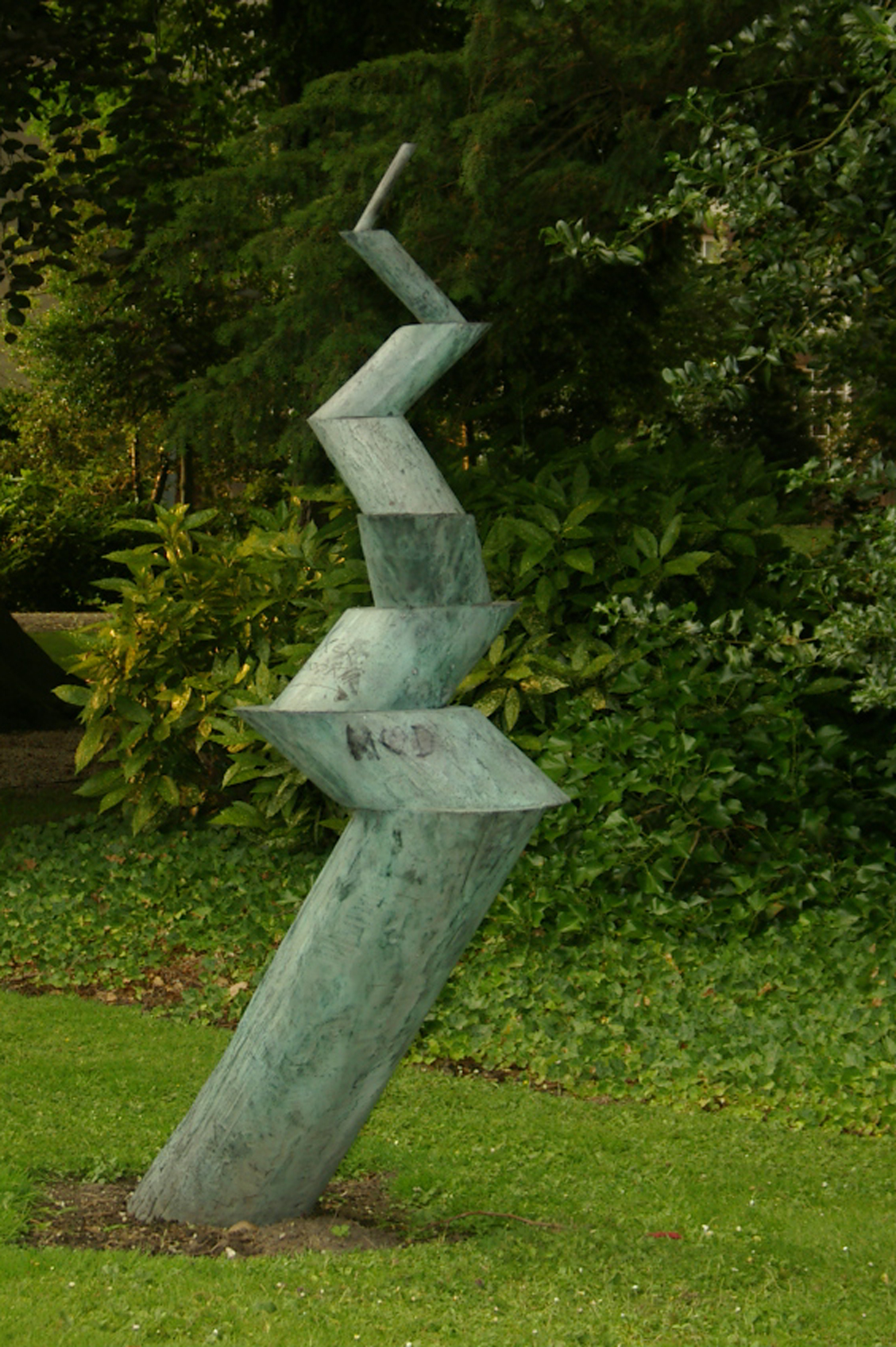
Ambtmanstuin, Tiel
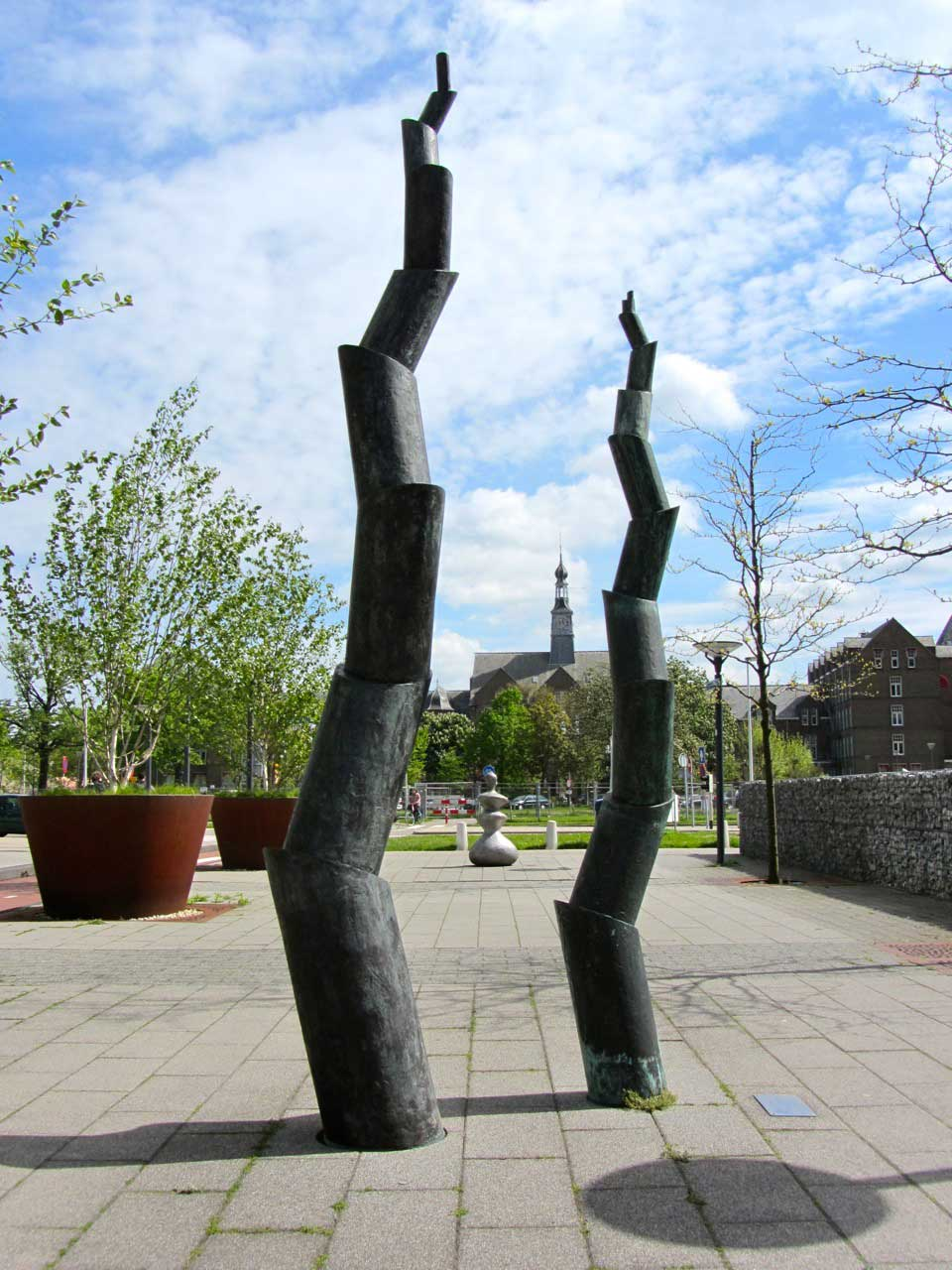
Leiden
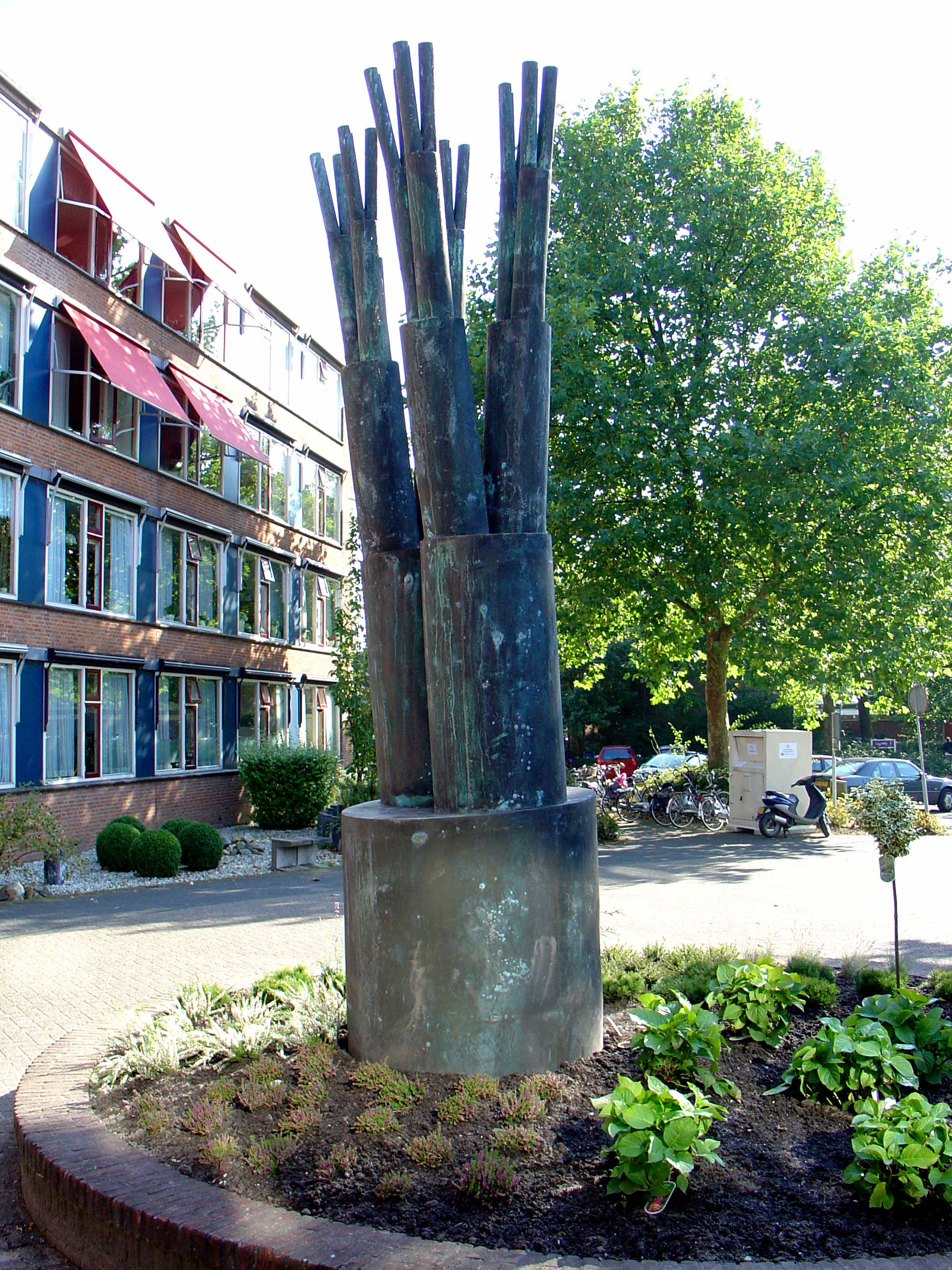
Lekkerkerk
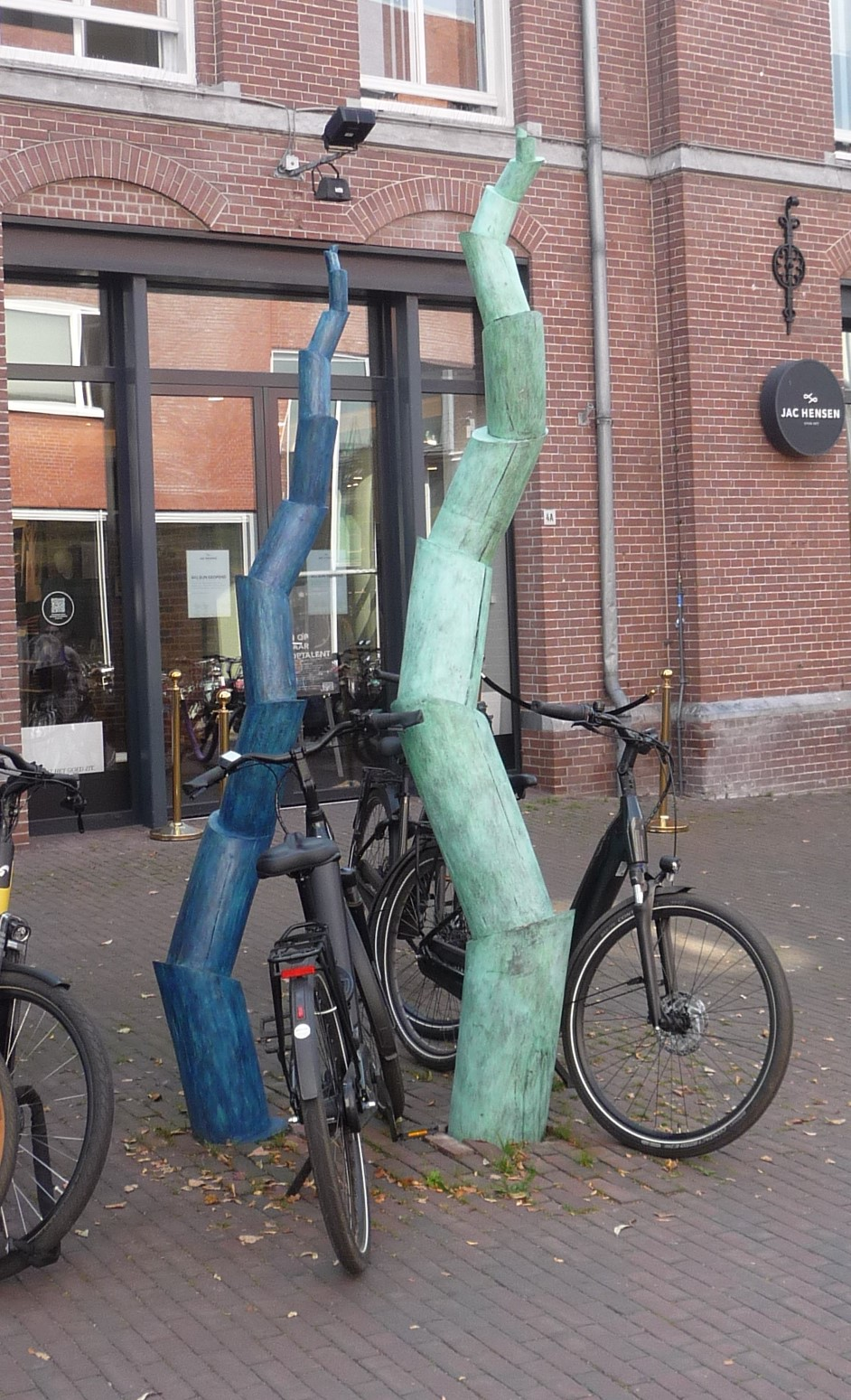
Ede